# Ho Și Min (oraș)
Ho Chi Minh (în vietnameză Thành phố Hồ Chí Minh) este cel mai mare oraș din Vietnam și este așezat în apropierea Deltei Mekongului. Sub numele Prey Nokor (Khmeră) a fost principalul port al Cambodgiei, înainte de a fi cucerit de vietnamezi în secolul al XVII-lea. Sub numele de Saigon (în vietnameză Sài Gòn), a fost capitala coloniilor franceze din Indochina, și mai târziu a statului independent Vietnamul de Sud din 1954 până în 1975. În anul 1975, Saigonul a fost integrat în provincia Gia Định și redenumit Hồ Chí Minh City (totuși numele Saigon este încă frecvent folosit de către cetățenii orașului).

## Personalități născute aici
- René Le Hénaff (1901 - 2005), regizor francez;
- Charles Sobhraj (n. 1944), criminal în serie francez;
- Riccardo Cocciante (n. 1946), cantautor italian;
- Pascale Roze (n. 1954), scriitoare franceză;
- Joseph Cao (n. 1967), avocat, politician american;
- Huỳnh Quang Thanh (n. 1984), fotbalist vietnamez.